# 心光寺 (文京区)
心光寺（しんこうじ）は、東京都文京区にある浄土宗の寺院。

## 歴史
1628年（寛永5年）にそれぞれ開山した「心光寺」と「浄雲寺」が、1909年（明治42年）に合併して成立した。旧心光寺は田町（現・文京区西片）に元々位置していたが、1653年（承応2年）に旧浄雲寺の隣（現在地）に移転した。
1907年（明治40年）、旧心光寺が火災で全焼、そのまま再建されることなく、半ば旧浄雲寺に吸収されるような形で合併した。

## 寺宝等
- 阿弥陀三尊像（本尊、旧浄雲寺本尊）
- 阿弥陀如来坐像（旧心光寺本尊）
- 地蔵菩薩立像
- 刺繍涅槃図掛軸
- 観経曼荼羅掛軸

## 墓所
- 黒川亀玉（画家）
- 入江北嶺（画家）
- 梅野信吉（獣医師、免疫学者）
- 有坂鉊蔵（海軍造兵中将、弥生土器の発見者）

## 交通アクセス
- 白山駅A3出口より徒歩1分（経路案内）。